# Мануел Месіас Сілва Карвальйо
Мануел Месіас Сілва Карвальо (порт. Manoel Messias Silva Carvalho, 26 лютого 1990, Бакабал) — бразильський футболіст, захисник клубу «Флуміненсе».

## Клубна кар'єра
Вихованець клубів «Насьйонал Роландія» та «Атлетіку Паранаенсі». 23 липня 2009 року в матчі проти «Сантоса» він дебютував у бразильській Серії A у складі останніх. 30 травня 2010 року в поєдинку проти «Інтернасьйонала» гравець забив свій перший гол за «Атлетіко Паранаенсе». 6 лютого 2014 року в матчі Кубка Лібертадорес проти перуанського «Спортінг Крістал» він забив перший гол на міжнародній арені. Загалом провів за рідний клуб понад 200 ігор у всіх турнірах.
2 червня 2014 року Мануел перейшов у «Крузейро». 18 липня у матчі проти «Віторії Салвадор» він дебютував за нову команду. 20 липня у поєдинку проти «Палмейраса» гравець забив свій перший гол за «Крузейро». У своєму дебютному сезоні він став чемпіоном Бразилії.
У січні 2019 року Мануел на правах оренди перейшов до «Корінтіанса». 30 січня в матчі проти Ліги Пауліста проти «Ред Булл Брагантіно» він дебютував за новий клуб. 17 лютого в поєдинку проти «Сан-Паулу» гравець забив свій перший гол за «Корінтіанс».
У 2020 році Мануел на правах оренди перейшов до турецького «Трабзонспора». 13 лютого у матчі Кубка Туреччини проти «ББ Ерзурумспора» він дебютував за основний склад. За підсумками сезону гравець допоміг команді здобути цей трофей. Після закінчення оренди він повернувся до «Крузейро».
На початку 2021 року Мануел підписав контракт із «Флуміненсе». 25 квітня у поєдинку Ліги Каріока проти «Мадурейри» гравець дебютував за основний склад. 28 листопада у поєдинку проти «Атлетіко Мінейро» гравець забив свій перший гол за «Флуміненсе». У 2022 році в матчі Південноамериканського кубка проти болівійського «Орієнте Петролеро» Мануел забив гол. У 2023 році він допоміг клубу вперше в історії здобути Кубок Лібертадорес.

## Досягнення
- Переможець бразильської Серії A: 2014
- Володар Кубка Бразилії: 2017, 2018
- Переможець Ліги Мінейро: 2018
- Переможець Ліги Пауліста: 2019
- Володар Кубка Туреччини: 2019/20
- Переможець Ліги Каріока (2): 2022, 2023
- Володар Кубка Лібертадорес: 2023